# 桂碩遜
桂碩遜（朝鮮語: 계석손）は、中国明の文官であり、朝鮮氏族の遂安桂氏の始祖である。
中国明出身。桂碩遜は、明で礼部侍郎を務めていた時に、朱元璋の命令で、李氏朝鮮に礼学を伝授するため派遣され、その後李氏朝鮮に帰化して、遂安伯に封ぜられた。
桂碩遜の長男の桂元祐は宣川に、次男の桂元祚は江華に、三男の桂元禔は江東にそれぞれ移住した。